# Свилено шаварче
Свиленото шаварче (Cettia cetti) е птица от семейство Cettiidae. Среща се и в България.

## Физически характеристики
Достига 13 – 14 cm дължина.

## Разпространение
Живее в Европа, Азия и Африка.

## Начин на живот и хранене
Храни се с мухи и насекоми.

## Допълнителни сведения
Обитава брегове на реки, блата и мочурища.